# Paluten
Paluten (* 5. Januar 1988 in Hamburg; bürgerlich Patrick Mayer, kurz Palle) ist ein deutscher Webvideoproduzent und Jugendroman-Autor. Er erlangte Bekanntheit durch die Veröffentlichungen von Let’s Plays und Vlogs auf seinem YouTube-Kanal, der inzwischen der meistabonnierte deutschsprachige Kanal im Bereich Gaming ist.
Aufbauend auf einer gleichnamigen Webvideoreihe schuf Paluten die inzwischen 10 Bücher umfassende Jugendromanreihe Paluten FREEDOM, in deren Themenwelt außerdem ein Kinofilm spielen soll.

## Leben
Paluten wurde am 5. Januar 1988 in Hamburg geboren. An einer Gesamtschule absolvierte er das Abitur, anschließend studierte er Volkswirtschaftslehre. Mit dem beginnenden Erfolg auf YouTube zog er in das „YouTube-Haus“, eine von verschiedenen YouTubern betriebene WG in Köln. Ab Oktober 2016 unterhielt er ebenfalls in Köln zusammen mit den Let’s Playern Rewinside, Sturmwaffel, Izzi und Felix von der Laden (Dner) ein Büro mit der Bezeichnung UFO („Ultra fettes Office“). Das Büro wurde mittlerweile aufgelöst.
Seit Sommer 2018 lebt Paluten in München und veröffentlichte den Kauf eines eigenen Hauses im Juli 2021. Im November 2023 gab er bekannt, inzwischen geheiratet zu haben und nun Vater zu sein. Seine Ehefrau, die er um 2018 kennenlernte, ist studierte Mathematikerin (M.Sc.).

## Werdegang auf YouTube
Patrick Mayer erstellte seinen Kanal am 17. Oktober 2012. Seine Videos bestehen meistens aus Let’s Plays von Spielen aus verschiedensten Genres, wie zum Beispiel unterschiedlichen Simulatoren sowie gelegentlich Vlogs.
In seiner Videoreihe Minecraft FREEDOM erzählt Paluten in 380 Folgen eine fiktive Geschichte rund um ihn selbst und sein Maskottchen, das Schwein Edgar. Dort wirkten zahlreiche namhafte YouTuber mit, darunter GermanLetsPlay, Zombey, Maudado, Herr Bergmann, Rewinside, Felix von der Laden (Dner) und Sturmwaffel.
Vom 24. August 2020 bis Mitte Dezember 2020 streamte Paluten außerdem regelmäßig auf der Plattform Twitch. Zusammenschnitte seiner Streams, in denen er überwiegend auf andere Videos reagierte, veröffentlichte er seit dem 1. September 2020 auf seinem Zweitkanal Team Paluten. Diesen zweiten YouTube-Kanal erstellte er ursprünglich als separaten Vlog-Kanal am 10. Juli 2014, er kam in dieser Funktion letztendlich aber nie zum Einsatz. Seit er das Streaming beendet hat, lädt er nun voraufgenommene Reaktionsvideos auf diesem Kanal hoch.
Der Kanal Paluten erreichte am 6. August 2023 die 5-Millionen-Abonnenten-Marke und ist damit der Gaming-Kanal mit den meisten Abonnenten im deutschsprachigen Raum.

## Bücher und Kinofilm

### Überblick
Am 29. März 2018 erschien im auf Webvideoproduzenten spezialisierten Verlag Community Editions Palutens Buch Freedom. Die Schmahamas-Verschwörung als Fortsetzung seiner erfolgreichen Webvideoreihe Minecraft FREEDOM, in deren Welt die Handlung des Romans spielt. Dieses erreichte innerhalb kürzester Zeit den ersten Platz der Belletristik-Bestsellerliste für Hardcoverausgaben. Im August 2018 war es mit Platz 11 weiterhin ein Bestseller. Paluten lieferte die Ideen für das Buch, ausformuliert wurde es allerdings von einem unter dem Pseudonym Klaas Kern schreibenden Co-Autor. Die Illustrationen stammen von Irina Zinner.
Paluten veröffentlichte am 28. Juni 2019 den Comic Freedom. Der Golemkönig, ebenfalls erschienen im Verlag Community Editions. Nach seinen Ideen schrieb Haiko Hörnig die Handlung, welche dann erneut von Irina Zinner illustriert wurde. Die Geschichte dreht sich um einen Golem namens Iggi, der in der Welt von FREEDOM Abenteuer erlebt.
Am 23. März 2020 erschien die Fortsetzung Freedom. Schlamassel im Weltall; die Startauflage betrug 80.000 Exemplare. Das Buch erreichte im März 2020 Platz 1 der Spiegel-Bestsellerliste in der Kategorie Jugendromane. Weitere Bände folgten. Band 6, Der große Preis von Schmonaco, stieg im März 2023 (10. Kalenderwoche) auf Platz 3 der Hardcover-Bestsellerliste Belletristik ein.
Es folgten sieben weiteren Fortsetzungen, ehe Paluten im November 2024 ankündigte, eine Geschichte aus der Welt von FREEDOM solle 2027 in Filmform in die Kinos kommen. Odeon Fiction mit Produzent Philip Voges sicherte sich die Filmrechte und soll in Kooperation mit Toon2Tango einen familienfreundlichen Animationsfilm erstellen. Den Verleih übernimmt Leonine Studios. Das Drehbuch entwickelt Patrick Mayer selbst zusammen mit Klaas Kern, der bereits bei Mayers Büchern als Co-Autor fungierte.

### Publikationen
Paluten Freedom-Reihe:
- Paluten, Klaas Kern, Irina Zinner: Freedom. Die Schmahamas-Verschwörung: Ein Roman aus der Welt von Minecraft Freedom. Community Editions, Köln 2018, ISBN 978-3-96096-034-8.
- Paluten, Haiko Hörnig, Irina Zinner: Freedom. Der Golemkönig: Ein Comic aus der Welt von Minecraft Freedom. Community Editions, Köln 2019, ISBN 978-3-96096-075-1.
- Paluten, Klaas Kern, Irina Zinner: Freedom. Schlamassel im Weltall: Ein Roman aus der Welt von Minecraft Freedom. Community Editions, Köln 2020, ISBN 978-3-96096-106-2.
- Paluten, Klaas Kern, Irina Zinner: Freedom. Donnerwetter am Mount Schmeverest: Ein Roman aus der Welt von Minecraft Freedom. Community Editions, Köln 2021, ISBN 978-3-96096-163-5.
- Paluten, Klaas Kern, Irina Zinner: Freedom. Reise zum Mittelschlund der Erde: Ein Roman aus der Welt von Minecraft Freedom. Community Editions, Köln 2022, ISBN 978-3-96096-208-3.
- Paluten, Klaas Kern, Irina Zinner: Freedom. Verschollen im Berschmudadreieck: Ein Roman aus der Welt von Minecraft Freedom. Community Editions, Köln 2022, ISBN 978-3-96096-250-2.
- Paluten, Klaas Kern, Irina Zinner: Freedom. Der Große Preis von Schmonaco: Ein Roman aus der Welt von Minecraft Freedom. Community Editions, Köln 2023, ISBN 978-3-96096-961-7.
- Paluten, Klaas Kern, Irina Zinner: Freedom. Das große Schrumpfen: Ein Roman aus der Welt von Minecraft Freedom. Community Editions, Köln 2023, ISBN 978-3-96096-956-3.
- Paluten, Klaas Kern, Irina Zinner: Freedom. Die Ritter der Schmafelrunde: Ein Roman aus der Welt von FREEDOM. Community Editions, Köln 2024, ISBN 978-3-96096-355-4.
- Paluten, Klaas Kern, Irina Zinner: Freedom. Der Schrecken der Schmarpaten: Ein Roman aus der Welt von FREEDOM. Community Editions, Köln 2024, ISBN 978-3-96096-377-6.
- Paluten, Klaas Kern, Irina Zinner: Freedom. Ein neuer Sheriff in Schmodge City: Ein Roman aus der Welt von FREEDOM. Community Editions, Köln 2025, ISBN 978-3-96096-478-0.

## Podcasts
Vom 25. März bis zum 11. Oktober 2020 betrieb Paluten zusammen mit Herr Bergmann den wöchentlichen Podcast „Plötzlich Schwanger“.
Seit dem 15. Mai 2022 unterhält er zusammen mit GermanLetsPlay den wöchentlichen Podcast „Kottbruder“. Dieser wurde am 19. Mai 2024 auf unbestimmte Zeit pausiert. Als Grund wurde der gesundheitliche Zustand von GermanLetsPlay genannt, Paluten betonte jedoch, dass die Pause des Kottbruder-Podcasts nicht mit dem Äffchen mit Käffchen-Podcast zusammenhängt und der Grund rein gesundheitlich ist.
Gemeinsam mit seinen alten Schulfreunden Denno und Malte erstellt Paluten zudem seit dem 30. April 2024 den wöchentlichen Podcast „Äffchen mit Käffchen“.

## Nominierung
2017 wurde Paluten mit seinem Projekt Minecraft FREEDOM für den Webvideopreis Deutschland in der Kategorie Gaming nominiert, da er zu den führenden Akteuren der deutschen Gaming-Szene gehöre und einer der reichweitenstärksten Webvideoproduzenten sei.